# Linia kolejowa Dívčice – Netolice
Linia kolejowa Dívčice – Netolice (Linia kolejowa nr 193 (Czechy)) – jednotorowa, regionalna i niezelektryfikowana linia kolejowa w Czechach. Łączy Dívčice i Netolice. Przebiega w całości przez terytorium kraju południowoczeskiego.